# Sophie Milliet
Sophie Milliet (Marsiglia, 2 novembre 1983) è una scacchista francese, Maestro Internazionale e Grande maestro femminile.

## Carriera

### Giovanili
È cresciuta nella città francese di Castelnau-le-Lez, dove ha imparato a giocare a scacchi all'età di quattro anni. I suoi risultati a livello juniores furono promettenti, portandola a superare i 2100 punti Elo a diciassette anni. Nel 2000 ha giocato in prima scacchiera nella rappresentativa juniores femminile nella Faber Cup di Dublino, contribuendo alla vittoria finale della squadra.

### Eventi individuali
Il suo primo successo di rilievo è stata la vittoria al Campionato francese femminile del 2003 (che vincerà poi altre cinque volte, nel 2008, 2009, 2011, 2016 e 2017), risultato che le garantì in titolo di Grande Maestro femminile, che la FIDE le attribuì lo stesso anno.
Nel 2004 a Val d'Isère giunge seconda alle spalle di Almira Skripchenko nello stesso evento.
Nel 2006 giunge terza nel Swiss Open Championship di Lenzerheide.
Nel 2007, dopo una brutta partenza con 0 su 3, chiude 6ª-8ª nel Women's International di Baku. Lo stesso anno giunge seconda nel Campionato francese femminile, sconfitta agli spareggi a gioco rapido da Silvia Collas.
Nel 2008 (Pau) e 2009 (Nîmes) vince per la seconda e terza volta il Campionato francese femminile. Nel marzo di quest'ultimo anno ottiene il titolo di Maestro Internazionale, grazie alle norme ottenute nel Campionato francese a squadre del 2005, nel Campionato svizzero di Lenzerheide del 2006 e nell'Open di Béthune nel 2008.
Nel 2011 vince per la quarta volta il Campionato francese femminile.
Nell'ottobre 2015 vince il Campionato del Mediterraneo femminile svoltosi a Beirut.
Nel 2016 vince per la quinta volta il Campionato francese femminile.
Del 2017 è il suo sesto successo nel Campionato francese femminile, ad Agen, chiuso con 2 punti e 1/2 di vantaggio sulla seconda, la connazionale Cecile Haussernot.

### Eventi a squadre

#### Nazionale
Appassionata partecipante negli eventi a squadre, ha rappresentato la Francia nelle Olimpiadi degli scacchi in sei edizioni dal 2004 al 2014, ottenendo come migliori risultati un 4º posto personale nell'edizione di Istanbul 2012 e un 5º di squadra in quella di Calvià 2004. Il suo risultato olimpico complessivo è di +29 =16 -11. 
Altri eventi in cui ha giocato per la Nazionale sono il Campionato del mondo femminile a squadre (2013, +7 =1 -3), il Campionato europeo femminile a squadre (8 edizioni, 2003-2017, +25 =22 -16, Medaglia di bronzo personale nell'edizione 2009) e la Mitropa Cup (nella squadra femminile nel 2002, +6 =1 -1, medaglia d'argento di squadra, e nella squadra Open nel 2011, +8 =1 -4) 

#### Club
È molto attiva anche al di fuori della Nazionale, ha partecipato al Campionato nazionale francese per squadre di club nelle formazioni di Bischwiller, Clichy e Montpellier
Tra il 2003 e il 2005 ha preso parte alla Bundesliga femminile in Germania ed è stata membro (3 edizioni, 2011, 2014 e 2015, +10 =9 -6, 2 ori di squadra nel 2011 e 2015) della squadra Pride and Prejudice nella 4NCL nel Regno Unito nel 2007/2008